# Abdoulaye Maïga
Abdoulaye Maïga (ur. 20 grudnia 1988 w Bamako) – malijski piłkarz grający na pozycji obrońcy.

## Kariera klubowa
Karierę piłkarską Maïga rozpoczął w klubie z Bamako o nazwie Stade Malien. W 2007 roku zadebiutował w jego barwach w malijskiej Première Division. W 2009 roku zdobył ze Stade Malien Afrykański Puchar Konfederacji – wystąpił w finale z algierskim ES Sétif. Stade Malien wygrało wówczas dwumecz po serii rzutów karnych. W latach 2010–2012 grał w USM Algier. W sezonie 2012/2013 występował we francuskim Gazélec Ajaccio. W 2014 przeszedł do indonezyjskiego Sriwijaya FC.
| Sezon   | Klub            | Kraj      | Rozgrywki         | Mecze | Bramki | Rozgrywki Europy | Mecze | Bramki |
| ------- | --------------- | --------- | ----------------- | ----- | ------ | ---------------- | ----- | ------ |
| 2007/08 | Stade Malien    | Mali      | Première Division | 15    | 0      | -                | -     | -      |
| 2008/09 | Stade Malien    | Mali      | Première Division | 24    | 0      | -                | -     | -      |
| 2009/10 | Stade Malien    | Mali      | Première Division | 26    | 1      | -                | -     | -      |
| 2010/11 | USM Algier      | Algieria  | National          | 9     | 0      | -                | -     | -      |
| 2011/12 | USM Algier      | Algieria  | National          | 9     | 0      | -                | -     | -      |
| 2012/13 | Gazélec Ajaccio | Francja   | Ligue 2           | 11    | 0      | -                | -     | -      |
| 2014    | Sriwijaya FC    | Indonezja | Super League      | 17    | 0      | -                | -     | -      |
| 2015    | Sriwijaya FC    | Indonezja | Super League      | 3     | 0      | -                | -     | -      |
| 2016    | T–Team F.C.     | Malezja   | Super League      | 19    | 0      | -                | -     | -      |
| 2017    | T–Team F.C.     | Malezja   | Super League      | 19    | 0      | -                | -     | -      |

Stan na: koniec 2018 r.

## Kariera reprezentacyjna
W reprezentacji Mali Maïga zadebiutował w 2009 roku. W 2010 roku został powołany do kadry na Puchar Narodów Afryki 2010.